# Навмання, Бальтазаре
«Навмання́, Бальтаза́ре» (фр. Au hasard Balthazar) — французько-шведський фільм 1966 року режисера Робера Брессона, у якому кіноакторка Анна Вяземскі зіграла першу свою роль.
Прем'єра фільму відбулася в 1966 році на Венеційському кінофестивалі.

## Сюжет
У фільмі розповідається про життєві перипетії ослика Бальтазара — від щасливих днів після його народження до трагічної загибелі. Події його життя тісно пов’язані з життєвими колізіями його господарів, передусім Марії (Анна Вяземскі), що була першою його господинькою. 

## Ролі виконують
- Анна Вяземскі — Марія
- Франсуа Ляфарж — Жерар
- Філіп Аселен — батько Марії
- Наталі Жуайо — мати Марії
- Волтер Грін — Жак
- Жан-Клод Гільберт — Арнольд

## Нагороди
- 1966 Нагороди 27 Венеційського кінофестивалю[en][1]:
  - нагорода OCIC (Office catholique international du cinéma et l'audio-visuel) — Робер Брессон
  - нагорода нового кіно (New Cinema Award) — Робер Брессон
  - премія Святого Юрія (San Giorgio Prize) — Робер Брессон
  - нагорода журналу «Cineforum» (Cineforum 66 Award) — Робер Брессон
- 1966 Премія Синдикату французьких кінокритиків:
  - за найкращий французький фільм — Робер Брессон
- 1966 Десятка журналу «Кінозошити»[fr]:
  - 1-е місце серед фільмів на екранах Франції за попередній рік — Робер Брессон